# Tal'janky (sito archeologico)
Talianki è un sito archeologico situato nei pressi dell'omonimo villaggio nell'Oblast' di Čerkasy, in Ucraina. È stato la sede di un importante insediamento neolitico, il più grande conosciuto in Europa, risalente al 3.850-3.700 a.C. circa e appartenente alla cultura di Cucuteni-Trypillia. L'insediamento, costruito su un promontorio tra il fiume Tal'ianki e un piccolo torrente, era composto da file concentriche di edifici interconnessi; si stima che si estendesse su 450 ettari e che ospitasse circa 15.000 persone. 
In cima al vecchio insediamento Cucuteni-Trypillia si trovano i resti di alcuni tumuli della cultura di Jamna risalenti alla metà del III millennio a.C., così come alcune tombe della tarda età del bronzo.